# Moguéya
Moguéya est une commune rurale située dans le département de Didyr de la province de Sanguié dans la région du Centre-Ouest au Burkina Faso.

## Géographie
Moguéya est accessible par la route nationale 21 depuis Kya et est situé à 17 km au nord-est de Didyr.

## Éducation et santé
La commune accueille un centre de santé et de promotion sociale (CSPS).